# Páni z Cimburka
Páni z Cimburka byl slavný moravský panský rod. Své jméno si zvolili podle údajného hradu Cimburk nedaleko Kutné Hory. Od druhé poloviny 14. století se hlavní větev rodu, která vymřela po meči na začátku 16. století, nazývá Tovačovskými z Cimburka.

## Větve
- Česká (Střimelickocimburská), vymřela po přeslici až v 17. století
- Moravská (Tovačovští z Cimburka), vymřela po meči na začátku 16. století

Česká větev Cimburků byla zastíněna věhlasem moravských Cimburků.

## Historie
Historie rodu je spojena se třemi stejnojmennými hrady. Nejstarším místem spojeným s rodem by měl být Cimburk u Kutné Hory, kde však bylo archeologickými výzkumy doloženo pouze pravěké hradiště. S pány z Cimburka je lokalita spojována některými historiky na základě existence velmože Miroslava, který v letech 1142–1143 založil Sedlecký klášter a který byl údajným předkem rodu. Dalšími jsou roku 1308 zmiňovaný hrad u Moravské Třebové a po roce 1320 Bernardem z Cimburka postavený hrad u Koryčan.
V roce 1358 dostal Ctibor jako léno městečko a tvrz Tovačov, proto se tato moravská větev začala psát Tovačovští z Cimburka. Synové Albrechta Tovačovského z Cimburka a zejména pak jeho vnukové se v 15. století věhlasem zasloužili o povznesení rodu Cimburků jako žádný jiný jejich předchůdce či následovník. Byla to však současně „labutí píseň“ tohoto rodu, protože právě nejskvělejší příslušník rodu byl zároveň posledním.

### Příbuzenské svazky
Členové českého a moravského rodu byli příbuzensky spojeni s Kolovraty, pány z Boskovic, z Kravař, z Michalovic, ad.

### Erb
Tzv. mluvící znak pánů z Cimburka (cimbuří) známe z pečetí na počátku 14. století. Jednotlivé linie rodu ale mívaly stínky cimbuří různě uspořádány, ale vždy však v barvách stříbrné a červené. Ani klenot nebyl pro všechny členy rodu společný. U některých se nacházel i klobouk s cimbuřím, nebo dokonce psí hlava se splývavýma ušima. Tovačovští z Cimburka však měli za klenot červená orlí křídla se stříbrným cimbuřím. V červeném štítu pak nosili trojici stříbrného cimbuří se střídavě postavenými stínky.

## Sídla a panství

### Česká větev

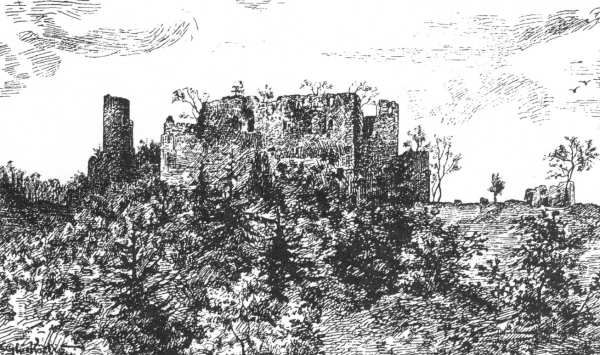
Cimburk u Koryčan v roce 1884

- Cimburk (hrad, okres Svitavy) u Městečka Trnávky – od 13. století Ctibor z Lipnice
- Cimburk (hrad, okres Kroměříž) u Koryčan – od roku 1320 v držení Bernarta z Cimburka
- Blatník (hrad) v držení od roku 1349 do roku 1377 – Bernart z Cimburka a poté Albrecht z Cimburka
- Hačky (tvrz) v držení do roku 1320 – Bernart z Cimburka
- Hradové Střimelice (hrad) v držení do roku 1320 – Bernart z Cimburka

### Moravská větev
- Tovačov (zámek) – V Tovačově stával původně hrad, který se připomíná v roce 1321, kdy král Jan Lucemburský zastavil svůj majetek Jindřichovi mladšímu z Lipé. Následně pak v roce 1327 postoupil král Tovačov Bernardovi z Lipnice, který se nazýval z Cimburka a patřil k prapředkům moravské linie pánů z Cimburka. V tomto rodě pak zůstal Tovačov až do roku 1502.
- Drahotuš (hrad) a Náměšť na Hané (hrad) – obě sídla získal poč. 15. století Ctibor Tovačovský z Cimburka lénem od markraběte Jošta Moravského. Ke konci husitských válek Drahotuš přechodně ztratil, aby mu byla roku 1477 s příslušným zbožím vrácena. Vzhledem k nízké důležitosti sídla nakonec Ctibor Tovačovský prodal drahotušské zboží Vilémovi z Pernštejna.
- Engelsberk – (též Sehradice) lidově zvaný Tetov (podle Tetourů z Tetova) vznikl v polovině 13. století. Připomíná se poprvé ve středověkém falzu zakládací listiny vizovického kláštera z roku 1261 a byl stále biskupským lénem, jehož držitelé často škodili panství vizovického kláštera. Jako Engelsberg se naposledy připomíná v roce 1375, později se uváděl již jako Sehradice. Za husitských válek drželi léno Sehradice bratři Miroslav a Jan Balšan z Cimburka, kteří byli nechvalně známi jako lapkové. Po husitských válkách se připomíná Petr Nebojska ze Sehradic, patrně purkrabí pánů z Cimburka. Protože sehradická hradní posádka škodila okolí, koupili moravští stavové v roce 1449 nejen hrad Starý Světlov, ale také Sehradice s příslušenstvím a tento celý majetek pak postoupili Burianu z Vlčnova. Hrad byl tehdy patrně rozbořen, neboť se od té doby označoval jako pustý.
- Brumov (hrad) – ve druhé polovině 15. století byl hrad v zástavě Cimburků a velmi utrpěl za česko-uherských válek, když se jej v roce 1468 zmocnil uherský král Matyáš Korvín.
- Stražisko – (dříve Grünberg) hrad s celým konickým panstvím prodal roku 1386 Štěpán Kropáč z Holštejna Ctiborovi Kazkovi z Cimburka. Po Ctibotrově smrti v roce 1392 zdědil Stražisko jeho syn Matouš z Cimburka a ten zde sídlil až do své smrti roku 1430. Na přelomu 14. a 15. století odtud vedl Matouš boje proti markraběti Prokopovi za jeho válek s bratrem – Joštem Moravským. Matoušovi dědicové pak prodali hrad s příslušenstvím roku 1434 pánům ze Švábenic.
- Rožnov pod Radhoštěm (hrad) vč. vsetínského dominia – v letech 1436-1437 jej držel Ctibor Tovačovský z Cimburka, od roku 1450 Jan Tovačovský z Cimburka. Jeho dcera Kunka z Cimburka se provdala za hraběte Petra od Sv. Jiří a z Pezinku a ten pak prodal v roce 1502 celé rožnovské panství Kunům z Kunštátu.
- Hrad Křídlo – stával 10 km SV od Holešova nad vsí Chomýží. Hrad s přilehlými vesnicemi a příslušným majetkem získal Ctibor z Cimburka po roce 1374 koupí od Erharta z Kunštátu – poručníka nezletilých dětí Viléma z Kunštátu.
- Mladá Boleslav – získal ji Jan Tovačovský mladší z Cimburka díky sňatku s Magdalenou z Michalovic. Nechal obnovit zpustlý boleslavský hrad, a po vymření Tovačovských v roce 1502 přešlo město do držení Krajířů z Krajku.[5]

## Nejvýznamnější členové rodu
- Jan Tovačovský z Cimburka (1416–1464) byl horlivý vyznavač Husova učení a přední představitel utrakvistické šlechty na Moravě. V letech 1439 až 1453 působil jako moravský hejtman.[1]
- Ctibor Tovačovský z Cimburka (1439–1494) vynikl jako politik a udatný válečník. Podporoval krále Jiřího z Poděbrad, úspěšně bojoval v čele jeho vojsk ve Slezsku, a po jeho smrti nastupující rod Jagellonců.[1] Zastával úřad moravského hejtmana a nejvyššího kancléře království.[6] Proslul nejen jako znalec moravského zemského práva (v této souvislosti se zasadil o uzákonění češtiny jako jediného úředního jazyka na Moravě). Sepsal moravské právo, známé pod názvem Kniha tovačovská.[1] Byl také autorem alegorického spisu Hádání pravdy a lži o kněžské zboží a panování jich, kde obhajoval utrakvismus.[6]
- Jan Tovačovský mladší z Cimburka (1440–1483) kráčel náboženským přesvědčením v otcových šlépějích a následoval ho i v zastávání zemských funkcí, byl mj. nejvyšším zemským sudím a nejvyšším komorníkem.
- Bernart z Cimburka (? – 7. ledna 1470) z moravské linie rodu se stal jedním z nejvýznamnějších vojevůdců řádu německých rytířů během třináctileté války mezi řádem a Polským královstvím. Značné kontingenty českých žoldnéřů bojovaly na obou stranách konfliktu.

Nejobvyklejší rodové jméno bylo Ctibor – a tak najdeme celou řadu přízvisek: Ctibora zvaného „Hlava“, Ctibora řečeného „Kazka“ a celou řadu dalších Ctiborů, vyskytujících se v různých generacích.